# 山内ジャヘル琉人
山内 ジャヘル 琉人（やまうち ジャヘル りゅうと、2002年12月5日 - ）は、沖縄県出身のバスケットボール選手。B.LEAGUEの川崎ブレイブサンダースに所属している。ポジションはシューティングガード。

## 経歴
アメリカ・カリフォルニア州サンディエゴにてアメリカ人の父と日本人の母の間に生まれ、1歳で母の故郷である沖縄に移住し、3歳で両親が離婚してからは母の実家で育てられた。バスケを始めるきっかけは小1の時に叔父に見せてもらったNBAのビデオだった。
仙台大学附属明成高等学校では3年時の第73回全国高等学校バスケットボール選手権大会で優勝し、大会ベスト5に選出された。
高校卒業後は大東文化大学へ進学し、3年時のリーグ戦で優秀選手賞を受賞した。
2023年12月27日に特別指定選手として川崎ブレイブサンダースに加入した。

## 代表歴
2022年のユニバーシティゲームズ、2023年の李相佰杯争奪日韓学生バスケットボール競技大会で日本代表に選出された。